# Тодор Колев
Вижте пояснителната страница за други личности с името Тодор Колев.
Тодор Петров Колев е български актьор, комик, певец и телевизионен водещ.

## Биография
Тодор Колев (Адама) е роден на 26 август 1939 г. в гр. Шумен. Завършва актьорско майсторство във ВИТИЗ „Кръстьо Сарафов“ (1965 г.). Надхитря с успех комисията при приемането си, като обува обувки с високи токове и преправя гласа си на по-дебел, защото тя пускала артисти с мастита фигура и мощен глас.
Работил е в театрите в Смолян (1965 – 1966), Шумен (1966 – 1967), Пловдив (1967 – 1969), в столичните „Сълза и смях“ (1969 – 1971), театър „София“ (1972 – 1990) и Театър 199.
На Стената на славата пред Театър 199 има пано с отпечатъците му.
Участва в над 40 игрални филма, сред които „Цар и генерал“, „Козият рог“, „Иван Кондарев“, „Двойникът“, „Господин за един ден“, „Опасен чар“.
Преподава актьорско майсторство във ВИТИЗ от 1975 г. като асистент-преподавател. Впоследствие получава научно звание (по съвременния закон: академична длъжност) доцент.
В началото на демократизацията става народен представител в VII ВНС. Съветник в посолството на България в Канада 1992 – 1993 г.
През 1999 г. издава автобиографичната книга „Варненското софиянче от Шумен“ с подзаглавие „Житие и страдание грешного Тодора“.
През септември 2007 г. Комисията по досиетата към XL народно събрание обявява, че има данни и за Тодор Колев, според които той е бил агент на Софийско градско управление на Държавна сигурност. Вербуван е през 1987 г. и е сътрудничил под псевдоним Петров.
Автор и водещ на тв предаване „Как ще ги стигнем... с Тодор Колев“ (1994 – 1998) и „Вход свободен“ (1998 – 1999). През 2008 г. става водещ на предаването Dancing Stars, 1 сезон, излъчвано по bTV. Колежка във воденето тогава му е Радост Драганова.
Член на Съюза на българските филмови дейци.
Последният филм, в който се снима, е сериалът „Сутрешен блок“, излъчван през 2012 година по ТВ7.
Умира на 15 февруари 2013 г. в София след тежко боледуване от рак на белите дробове. Погребан е в Централните софийски гробища.

## Награди и отличия
- 1969 – I награда за мъжка роля на V национален преглед на българската драма и театър
- 1979 – I награда за мъжка роля на VII национален преглед на българската драма и театър
- 1980 – I награда за мъжка роля за (Иван Денев и братовчеда Иван) във филма Двойникът на Фестивала на българския игрален филм (Варна).
- 1981 – „Заслужил артист“
- 1985 – Награда „за най-добро изпълнение на мъжка роля“ за (Гунчо) във филма Опасен чар на Международния фестивал на комедийните и сатиричните филми (Габрово)
- 1985 – Награда „за най-добро изпълнение на мъжка роля“ за (Пурко) във филма Господин за един ден на Международния фестивал на комедийните и сатиричните филми (Габрово)
- 1988 – Специалната награда на журито за филма Опасен чар на ХII международен фестивал на хумористичните филми (Франция)
- 1988 – Награда на Съюза на артистите в България за най-добри постижения в областта на поп музиката за 1988 г.
- 1994 – Награда на БНТ за най-добро тв шоу за „Как да ги стигнем с Тодор Колев“
- 2005 – Удостоен е със златен знак на Община Шумен и званието „Почетен гражданин на Шумен“[5]
- Почетен доктор на Шуменския университет[6]
- 2011 – Награда „Икар“ на Съюза на артистите в България – „за изключителен принос към българския театър“

## Дублаж
| Година | Филми и сериали | Серии | Копродукции | Роля    |
| ------ | --------------- | ----- | ----------- | ------- |
| 2005   | Роботи (Robots) |       | САЩ         | Бигуелд |

## Театрални роли
- „Тромпетът“
- 1987 – „Лодка в гората“ (Николай Хайтов) – лесничея Марин

## Телевизионен театър
- 1970 – „Свирач на флейта“ (Йордан Йовков)
- 1970 – „Сред героите на Йовков“ (Йордан Йовков)
- 1970 – „Трагичната история на д-р Фауст“ (Кристофър Марлоу, реж. Павел Павлов) – разказвачът
- 1977 – „Над морското равнище“ (Иван Радоев)
- 1977 – „Д-р“ (Бранислав Нушич)
- 1987 – „Избраникът на съдбата“ (Бърнард Шоу) – Наполеон

## Филмография
| Година      | Филми и сериали                                  | Серии  | Копродукции     | Роля                                                                                               |
| ----------- | ------------------------------------------------ | ------ | --------------- | -------------------------------------------------------------------------------------------------- |
| 2012        | Сутрешен блок (тв сериал)                        | 32     |                 | Тодор Колев                                                                                        |
| 2007        | Ваканцията на Лили (тв сериал)                   | 6      |                 | |
| 2007        | Приключенията на един Арлекин (тв сериал)        | 4      |                 | Крум Фелисиано (в 4 серии: от I до IV вкл.)                                                        |
| 2006        | Малка нощна приказка                             | 4      |                 | Адама „кучето“                                                                                     |
| 2005        | Морска сол (тв сериал)                           | 30     |                 | обущарят Бохос                                                                                     |
| 2004        | Ганьо Балкански се завърна от Европа (тв сериал) | 4      |                 | бащата на Хамлет (в 1 серия: II)                                                                   |
| 2002 – 2003 | Камера! Завеса! (тв сериал)                      | 6      |                 | Тодор Колев / вълкът 3 серии (IV, V, VI)                                                           |
| 1998        | Испанска муха                                    |        |                 | Батко                                                                                              |
| 1998        | Застраховката („L'assicurazione“)                |        | Италия/България | инспектор Меранзоф                                                                                 |
| 1990        | Гераците                                         |        |                 | |
| 1990        | Немирната птица любов                            |        |                 | ожененият разведен                                                                                 |
| 1990        | Бина                                             |        |                 | Газда Васю                                                                                         |
| 1990        | Поверие за белия вятър                           |        |                 | |
| 1989        | Разводи, разводи...                              | 6 нов. |                 | съпругът в 2 новели (в I – „Разводът сега“ и II – „Разводът преди“)                                |
| 1989        | Зона В-2                                         |        |                 | Бонев                                                                                              |
| 1989        | Тест '88                                         |        |                 | |
| 1989        | Без драскотина                                   |        |                 | мосю Лен                                                                                           |
| 1987        | Нощем по покривите (тв сериал)                   | 2      |                 | писателя Коста Рашков – Невидимия                                                                  |
| 1987        | Драгойчо                                         |        |                 | полупияният сервитьор Драгойчо                                                                     |
| 1987        | Човек на паважа                                  |        |                 | следователят                                                                                       |
| 1987        | Само ти, сърце...                                |        |                 | директорът Милчев                                                                                  |
| 1987        | Детско капричио (тв)                             |        |                 | директорът на универсалния магазин                                                                 |
| 1985        | Смъртта може да почака                           |        |                 | Петър Маранзов                                                                                     |
| 1984        | Черните лебеди                                   |        |                 | бащата на Виолета, цигулар                                                                         |
| 1984        | Опасен чар (тв)                                  |        |                 | Генчо Гунчев                                                                                       |
| 1984        | Кутията на Пандора (тв)                          |        |                 | аферистът Пеликанов (не е посочен в надписите на филма)                                            |
| 1983        | Господин за един ден                             |        |                 | Пурко                                                                                              |
| 1982        | Царска пиеса                                     |        |                 | Петър/Царят                                                                                        |
| 1981        | Неочаквана ваканция (тв сериал)                  | 4      |                 | приставът                                                                                          |
| 1980        | Някъде плаче авлига... („Где-то плачет иволга“)  |        | СССР            | Анри, ръководителят на съпротивата в Белгия                                                        |
| 1980        | Двойникът                                        |        |                 | доцент Денев/братовчедът Иван                                                                      |
| 1978        | Топло                                            |        |                 | Венцислав Модев – Сопола                                                                           |
| 1978        | Всички и никой                                   |        |                 | калугерът от манастира                                                                             |
| 1977        | 100 тона щастие                                  |        |                 | Филипински                                                                                         |
| 1975        | Авантюрите на Виктор (тв сериал)                 | 5      |                 | Пламен Каролеев, известен естраден певец                                                           |
| 1974        | Началото на деня                                 |        |                 | журналистът                                                                                        |
| 1974        | Последният ерген                                 |        |                 | художникът Цоков                                                                                   |
| 1974        | Иван Кондарев                                    | 2      |                 | поручик Балчев – Муната                                                                            |
| 1965 – 1974 | Произшествие на сляпата улица (тв сериал)        | 6      |                 | младият адвокат Стаменов (във III серия: „Самопризнание“ - 1974)                                   |
| 1973        | Грехът на стария професор                        |        |                 | студентът                                                                                          |
| 1973        | Преброяване на дивите зайци                      |        |                 | младият ловец                                                                                      |
| 1973        | Баш майсторът (тв)                               |        |                 | клиентът с момиченцето на опашката за цимента                                                      |
| 1973        | Като песен                                       |        |                 | генералът, който говори пред доброволците командир на дивизия и бивш командир на партизански отряд |
| 1972 – 1980 | Лека нощ, възрастни!.. (тв сериал)               | 27     |                 | съпругът/Спас Шарана/въдичарят/директорът/лекарят/уличният певец/кметът на Грандоманци             |
| 1972        | Трета след Слънцето                              | 2      |                 | Лен                                                                                                |
| 1972        | 10 дни неплатени                                 |        |                 | Капитанов, колега на Иван (като Тодор Адамов)                                                      |
| 1972        | Козият рог                                       |        |                 | Дели, турчинът насилник (като Тодор Адамов)                                                        |
| 1971        | Няма нищо по-хубаво от лошото време              |        |                 | Уорнър                                                                                             |
| 1968        | Един миг свобода                                 |        |                 | поручикът (в новелата „Искам да живея“)                                                            |
| 1967        | Случаят Пенлеве                                  | 3 нов. |                 | редник (във 2-та новела: „Пенлеве“)                                                                |
| 1966        | Цар и генерал                                    |        |                 | офицер                                                                                             |

## Музикална кариера
От 9-годишен свири на цигулка, а впоследствие – на саксофон и акордеон в продължение на десет години. В младежките си години се увлича и по джаза. През 1970 г. става популярен с дебютната си песен „Песента на кафето“. Първият му самостоятелен рецитал е на Младежкия конкурс за забавна песен през май 1973 г. в зала „Универсиада“ под съпровода на оркестър „Метроном“. В навечерието на 1980 година, в новогодишната телевизионна програма, Тодор Колев става известен със своето музикално шоу „Иръпшъните“, създадено по негова идея, в което участват и Георги Мамалев, Емил Джамджиев и Боян Иванов. Следват концерти из цяла България, където четиримата представят музикалното шоу. Тодор Колев има повече от 50 записани песни в репертоара си, издадени в осем албума, като някои от тях са в сборни албуми или части от произведения. Едни от най-популярните му песни са „Жалба за младост“, „Фалшив герой“, „Самотният човек“, „Камион ме блъсна“, „Жигули“, „Сто кила ракия давам“ (известна и като „Песен за Татяна Лолова“), „Как ще ги стигнем американците“, „Жена на всички времена“, „Черно море“, „Шуменски влак“, „Клоун“, „Големи и малки“ (дует с Хилда Казасян) и др. През 1982 г. побеждава в конкурса „Бургас, морето и неговите трудови хора“ с песента „Някога по дългия бряг“ по музика на Константин Ташев и текст на Недялко Йорданов – взема I награда. През 1982 г. „Балкантон“ издава първия му студиен албум, състоящ се от две дългосвирещи плочи, както и аудиокасета. През 1983 г. албумът достига рекорден тираж и е на първо място по продажби. През 1990 г. на дългосвиреща плоча е издаден вторият му студиен албум „Немам нерви“ под съпровода на „Динамит брас бенд“, като плочата е „златна“. През 1999 г. е издадена първата му компилация с най-големите му хитове, озаглавена „Най-доброто от Тодор Колев“, включена като приложен диск към книгата му „Варненското софиянче от Шумен“, а през 2002 г. „Старс рекърдс“ я преиздава на самостоятелен диск. Солист на Биг бенда на Българското национално радио, а най-дълготрайно и плодотворно е сътрудничеството му с Георги Борисов и неговите оркестри „Динамит брас бенд“ и „Борисов брас бенд“.

## Дискография

### Студийни албуми
| Година | Албум                          | Вид       | Издател       | Каталожен номер                                 |
| ------ | ------------------------------ | --------- | ------------- | ----------------------------------------------- |
| 1982   | „Тодор Колев“                  | 2 LP и MC | Балкантон     | LP 1: ВТА 11073; LP 2: ВТА 11074; MC: ВТМС 7042 |
| 1985   | „Винаги в ЦУМ“                 | SP        | Балкантон     | ВТК 3886                                        |
| 1990   | „Немам нерви“, златна плоча    | LP        | Балкантон     | ВТА 12634                                       |
| 1990   | „Чистачките“                   | SP        | Балкантон     | ВТК 3976                                        |
| 1996   | „Фалшив герой“                 | MC        | БМК           |                                                 |
| 1999   | „Най-доброто“, компилация      | CD        | Слънце        |                                                 |
| 2001   | „Жалба за младост“, компилация | CD        | Kanev music   | CD 0695 – 2                                     |
| 2002   | „Най-доброто“, компилация      | CD        | Старс рекърдс | 6506                                            |

### Други песни
- 1962 – „Клоунът“ (първи запис) – м. Борис Карадимчев, т. Иван Радоев – от филма „Клоунът“, режисьор: В. Делов
- 1971 – „Сърдитият папагал“ – м. Борис Карадимчев – от филма „Папагалът“, режисьор: П. Пройков
- 1973 – „Мъже в море“ – м. и ар. Петър Ступел, т. Христо Берберов – от плочата „Забавни песни“
- 1973 – „Песен за клюката“ – м. и ар. Борис Карадимчев, т. Богомил Гудев – от 9-ия фестивал на хумора и сатирата – Габрово – май '73
- 1974 – „Марина“ – б. т. Недялко Йорданов, ар. Мишо Ваклинов, съпр. ЕОКТР, дир. Вили Казасян – от плочата „Новогодишен ТВ обектив“
- 1974 – „Метаморфози“ – м. Атанас Косев, т. Христо Цачев, ар. Найден Андреев, съпр. орк. „София“, дир. Д. Симеонов – от плочата „Новогодишен ТВ обектив“
- 1976 – „Криминално танго“, дует с Йорданка Христова – м. Перо Тромбета, т. Васил Сотиров
- 1977 – „Медицинска сестра“ – м. Йордан Чубриков, т. Петър Волгин, ар. Недко Трошанов, съпр. ЕОКТР, дир. В. Казасян – от плочата „Песни за Габрово“
- 1980 – „Бели хризантеми“ – от тв спектакъла „Гамбринус“
- 1980 – „Вакса“, трио с Хиндо Касимов и Илия Цоцин – от тв спектакъла „Гамбринус“
- 1982 – „Някога по дългия бряг“ – м. Константин Ташев, т. Недялко Йорданов – от конкурса „Бургас, морето и неговите трудови хора“
- 1983 – „Втора серия“ – м. и ар. Морис Аладжем, т. Михаил Белчев – от радиоконкурса „Пролет '83“
- 1986 – „Песен за артиста“ – м. и ар. Константин Ташев, т. Недялко Йорданов, съпр. на пиано и орган-компютър Касио Т890 – песен от театралния спектакъл „Артистът пее и танцува“ от плочата на Константин Ташев и Недялко Йорданов „Сцената е моят дом“
- 1988 – „Август“ – м. и ар. Асен Драгнев и Иван Платов, т. Живко Колев – от плочата „Парад на месеците“
- 1988 – „Робинзон Крузо“, дует с „Пим-пам“ – м. и ар. Борис Карадимчев, т. Николай Ботев – от плочата „Приятели на детските ни дни“
- 1989 – „Габровец на път“, дует с Грета Ганчева – м. Йордан Чубриков, т. Иван Младенов, ар. Димитър Бояджиев – от плочата „50 години Обувно производство – Габрово“
- 1990 – „Жалба за младост“, политическа версия – м. Морис Аладжем, т. Тодор Колев – от плочата „Времето е наше“
- 1997 – „Жалба за младост“, дует с Тончо Токмакчиев – м. Морис Аладжем, т. Михаил Белчев, ар. Георги Борисов – на живо от тв шоуто „Как ще ги стигнем...“
- 2001 – „Семейно“, дует с Богдана Карадочева – м. и ар. Стефан Димитров, т. Богдана Карадочева – от диска на Богдана Карадочева „Самотен ловец е сърцето“
- 2001 – „Да бъдем различни“, трио с Васил Найденов и „Пим-пам“ – м. и ар. Борис Карадимчев, т. Венелин Пройков – от албума на Пим-пам „Да бъдем различни“
- 2001 – „Тотото“, дует с Богдана Карадочева – м. и ар. Стефан Димитров, т. Маргарита Петкова – от диска на Богдана Карадочева „Самотен ловец е сърцето“
- 2004 – „Събеседник по желание“ – м. Светозар Русинов, т. Живко Колев, ар. Иван Кутиков – от антологията на Живко Колев „100 избрани песни – CD 5“

## Видеоалбуми
- 2002 – „Фалшив герой“

## Памет
- От 2024 г. в Шумен се провежда комедийният театрален фестивал „Тодор Колев“ в края на месец юни.[8]